# Alta Loira
L'Alta Loira (in francese Haute-Loire, in occitano Naut Léger o Naut Leir) è un dipartimento della Francia facente parte della regione Alvernia-Rodano-Alpi.
Il territorio del dipartimento confina con i dipartimenti della Loira (Loire) a nord-est, dell'Ardèche a sud-est, della Lozère a sud, del Cantal a ovest e del Puy-de-Dôme a nord-ovest.
Il dipartimento è stato creato dopo la rivoluzione francese, il 4 marzo del 1790, in applicazione della legge del 22 dicembre del 1789, a partire da una suddivisione dei territori delle province di Alvernia e Linguadoca.
Le principali città, oltre alla prefettura Le Puy-en-Velay, sono Brioude e Yssingeaux.